# William Steig
William Harland "Bill" Steig (Brooklyn, Nueva York; 14 de noviembre de 1907-Boston, 3 de octubre de 2003) fue un caricaturista estadounidense, escultor y autor de literatura infantil. En este último rubro mencionado, es destacado en Estados Unidos por sus obras Sylvester and the Magic Pebble (Sylvester y el guijarro mágico), Abel's Island (La isla de Abel) y Doctor De Soto. 
Su obra más importante y conocida mundialmente en la cultura popular es la de Shrek!, que inspiró a DreamWorks a crear la saga homónima, cuya última entrega, Shrek 5, está prevista que se estrene en Estados Unidos en diciembre de 2026. 

## Primeros años y educación
Steig nació en 1907 en Brooklyn, Nueva York de inmigrantes judío-polacos de Austria, ambos socialistas. Su padre Joseph "Joe" Steig era un pintor de brocha y su madre Laura Ebel Steig era una costurera, quien tuvo buenas inclinaciones artísticas. Cuando era niño, incursionó en la pintura y fue un ávido lector de literatura. Entre otros aspectos, se decía que había sido especialmente fascinado por Pinocho. Además de actividades artísticas, también le fue bien en el atletismo, al ser un miembro del equipo de Waterpolo del colegiado All-American. Se graduó de Townsend Harris High School a los 15, pero nunca terminó la universidad, aunque asistió a tres de ellas, pasando dos años en el City College de Nueva York, tres años en la Academia Nacional de Diseño, y tan sólo cinco días en la Escuela de Bellas Artes de Yale antes de salir de cada una.

## Carrera
Cuando su familia se quedó atrapado en problemas financieros durante la Gran Depresión, empezó a dibujar caricaturas como un artista independiente, y vendió su primera caricatura en The New Yorker en 1930. Viviendo en Gaylordsville, Connecticut, pronto se convirtió en todo un éxito, y en las próximas décadas, contribuyó con más de 1600 dibujos animados a la revista, incluyendo 117 de las cubiertas, lo que hizo que Newsweek llegara a llamarlo el “Rey de los Dibujos Animados”. Steig fue uno de los 250 escultores que expusieron en la Exhibición Internacional de Escultura que se celebró en el Philadelphia Museum of Art en el verano de 1949. Steig fue un paciente del psiquiatra Wilhelm Reiche  e ilustró su polémica Oye, pequeño hombre. 
En su década de 1960, decidió probar suerte en otra actividad artística, y en 1968, escribió su primera obra infantil. Con su tercer libro, Sylvester y el guijarro mágico(1970), ganó la prestigiosa Medalla Caldecott. Llegó a escribir más de 30 libros para niños, incluyendo Doctor De Soto, y continuó escribiendo en los 90. Entre sus otras obras conocidas, está el libro de imágenes Shrek! (1990) que sirvió de base para la película de animación de Dreamworks Shrek .

## Vida personal
Steig se casó cuatro veces y tuvo tres hijos. Desde 1936 a 1949, Steig estuvo casado con la educadora y artista Elizabeth Mead Steig (1909–1983), hermana de la antropóloga Margaret Mead, con la que antes se divorció. Ellos fueron los padres del flautista Jeremy Steig y de su hermana, Lucinda. Se casó con Kari Homestead en 1950 y tuvieron una hija, Margit Laura. Tras su divorcio, se casó con Stephanie Healey de 1964 a 1966. Su boda final, con Jeanne Doron, continuó por el resto de su vida.

## Muerte
A los 95 años, Steig falleció por causas naturales el 3 de octubre del 2003. Por esta razón, los productores de Shrek 2 dedicaron esta película en su homenaje por ser la inspiración para la saga, colocando al final de los créditos la siguiente dedicatoria: 

In memory of William Steig (1907-2003)